# The 7th Blues
《The 7th Blues》是日本摇滚组合B'z的的第七张录音室专辑。1994年3月2日由BMG ROOMS于日本发行。是B'z唯一一張亦是日本音樂史上最高銷量的雙CD錄音室專輯。
此張專輯為1994年日本當年唯一一張初動量突破百萬的專輯。
最終銷量約163萬張，為日本最暢銷專輯第120名。

## 曲目
| Disc 1 | Disc 1             | Disc 1 |
| 曲序   | 曲目               | 时长   |
| ------ | ------------------ | ------ |
| 1.     | LOVE IS DEAD       | 6:19   |
| 2.     | 出門去吧（）       | 3:27   |
| 3.     |                    | 4:34   |
| 4.     | 黑暗的雨（）       | 4:48   |
| 5.     | MY SAD LOVE        | 3:58   |
| 6.     | Queen of Madrid    | 4:50   |
| 7.     | 秘密的兩人（）     | 4:02   |
| 8.     | Strings of My Soul | 5:52   |
| 9.     | 紅色的河（）       | 6:21   |
| 10.    | WILD ROAD          | 4:20   |

| Disc 2 | Disc 2             | Disc 2 |
| 曲序   | 曲目               | 时长   |
| ------ | ------------------ | ------ |
| 1.     | Don't Leave Me     | 4:23   |
| 2.     | Sweet Lil' Devil   | 6:13   |
| 3.     | THE BORDER         | 4:50   |
| 4.     | JAP THE RIPPER     | 5:51   |
| 5.     | SLAVE TO THE NIGHT | 5:08   |
| 6.     |                    | 5:39   |
| 7.     | 拖着破碎的夢（）   | 6:27   |
| 8.     | LADY NAVIGATION    | 6:09   |
| 9.     | 賺到錢了嗎（）     | 3:17   |
| 10.    | farewell song      | 6:23   |

## 制作人员
- 松本孝弘：吉他、锡塔琴、作曲、編曲
- 稻叶浩志：主唱、和声（DISC1 #8,DISC2 #7,8,9除外）、作詞
- 明石昌夫：电贝斯、編曲
- 青山純：鼓手、定音鼓（DISC2 #6）
- 增田隆宣：哈蒙德风琴（DISC1 #2,6,10,DISC2 #1,5）、原声钢琴（DISC1 #8）
- 小野塚晃（DIMENSION）：原声钢琴（DISC1 #1,3,4 DISC2 #6,8,9,10）、KORG SG-1.KORG（DISC1 #5）、罗兹电钢琴（DISC2 #3）、电钢琴（SG-1&DX-7）（DISC2 #7）
- 厚見玲衣：哈蒙德风琴（DISC2 #4）
- 勝田かず樹（DIMENSION）：喇叭指挥（DISC1 #1）
- 数原晋：喇叭（DISC1 #1）
- JAKE.H.CONCEPTION：喇叭（DISC1 #1）
- DE LA LUZ HORN SECSSION（オルケスタ・デ・ラ・ルス）：［寺内茂：小号、佐々木史郎：小号、福本佳仁：小号、中路英明：长号、青木タイセイ：长号］（DISC1 #2,7）
- SKA-PARA HORNS（東京斯卡乐园管弦乐团）：［名古屋君義（NARGO）：小号、北原雅彦：长号、冷牟田竜之：女低音萨克斯管、GAMOU（現・GAMO）：男高音萨克斯管、谷中敦：男中音萨克斯管］（DISC1 #5,DISC2 #1,5）
- 菅坂雅彦：小号（DISC1 #9,DISC2 #6,10）
- 横山均：小号（DISC1 #9,DISC2 #6,10）
- 村上準一郎：长号（DISC1 #9,DISC2 #6,10）
- 西山健治：长号（DISC1 #9,DISC2 #6,10）
- 山岸博：圆号（DISC1 #9,DISC2 #6,10）
- 飯笹浩二：圆号（DISC1 #9,DISC2 #6,10）
- 妹尾隆一郎：口琴（DISC2 #1,2）
- HIIRO Strings.（日色弦乐团）：弦乐（DISC1 #8,9,DISC2 #3,7,10）
- JUNICHI HIIRO：弦乐编曲（DISC2 #7）
- 高嶋りん（浦嶋りんこ）：和声（DISC1 #3,10,DISC2#1,2,3,5,10）
- 岩切玲子：和声（DISC1 #2）
- 生沢佑一：和声（DISC2 #1,8）
- MICHELLE MURPHY：合唱（DISC1 #10,DISC2 #2,4,10）
- KURT SCHAELER ：合唱（DISC1 #10,DISC2 #2,4,10）
- CAROL DAVIS：合唱（DISC1 #10,DISC2 #2,10）
- BILL KINSLEY：合唱（DISC1 #10,DISC2 #2,10）
- JEFF LOAD-ALGE ：合唱（DISC1 #10 DISC2 #2,4）
- KOJI NUMAZAKI ：合唱（DISC1 #10,DISC2 #2,4）
- J.D.COUNTS ：合唱（DISC2 #4）